# Schönstatt-Mannesjugend

Logo der Schönstatt-Bewegung

Die Schönstatt-Mannesjugend (SMJ) ist eine internationale katholische Jugendgemeinschaft und Teil der Schönstattbewegung. Wichtige Elemente der Jugendarbeit sind die Übermittlung christlicher Werte und die Erziehung zu freien Persönlichkeiten mit einer Festigkeit im Glauben.

## Jugendarbeit

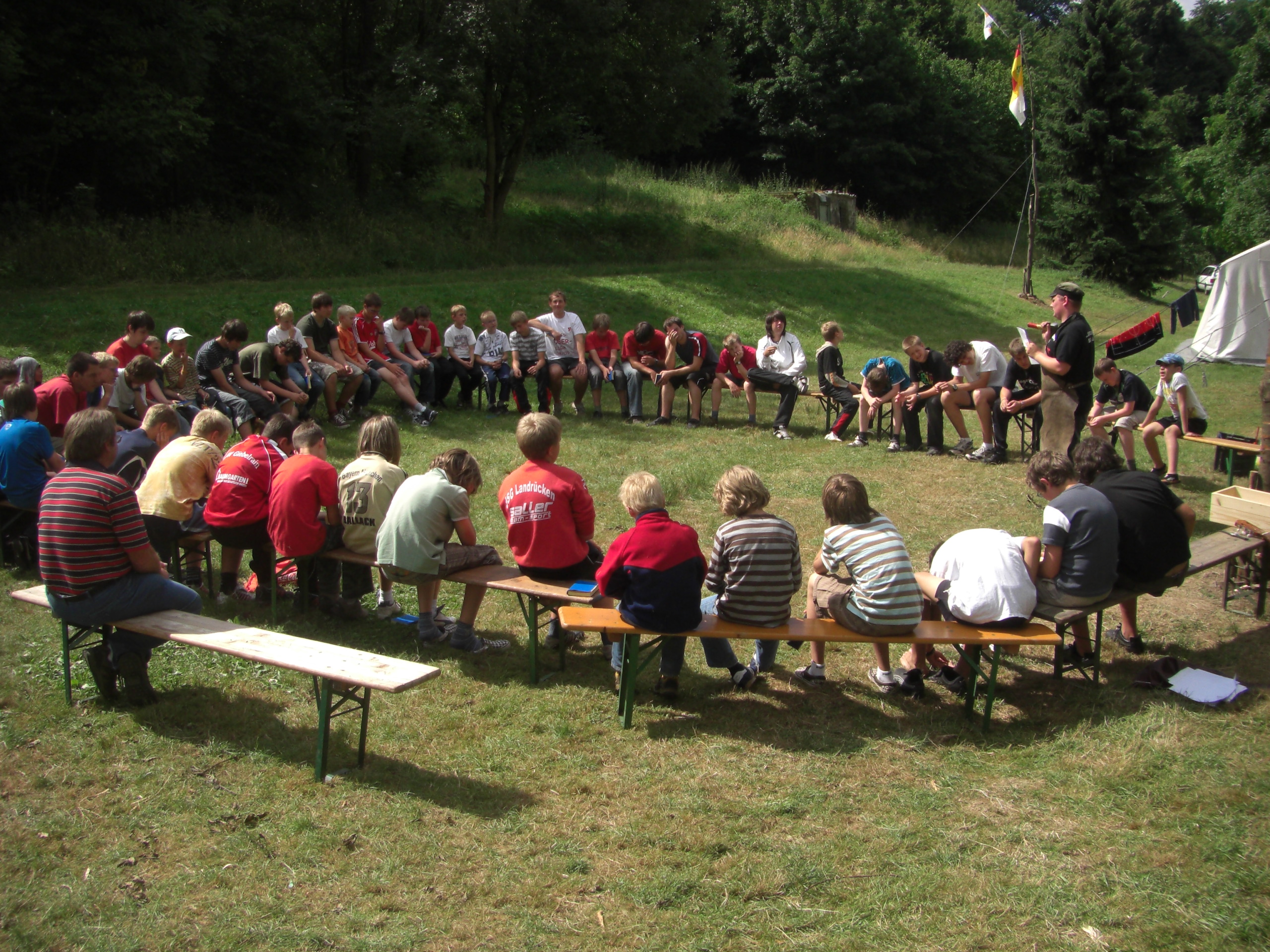
Zeltlager der Schönstatt-Mannesjugend Fulda

Die Mannesjugend richtet sich speziell an männliche Kinder und Jugendliche, die Schwesterorganisation in der Schönstattjugend, die Schönstattbewegung Mädchen / Junge Frauen (Schönstatt MJF) an weibliche. Diese Trennung ist in der auf dem Schönstatt-Gründer Pater Josef Kentenich beruhenden Kentenich-Pädagogik begründet, die die getrennte, geschlechtsspezifische Erziehung von Jungen und Mädchen bevorzugt.
Als Grundpfeiler der SMJ gelten die „Fünf Säulen der Mannesjugend“: Gemeinschaft, Lebensschule, Liebesbündnis, Mannsein und Apostelsein. Zu den wichtigsten Aktivitäten zählen lokale Jugendgruppen, Zeltlager, Gemeinschaftstage oder -wochenenden, regelmäßig stattfindende Treffen von Mitgliedern in kleinen Gruppen (Kreise oder Ringe) sowie Jugendgottesdienste.
Die geistige Mitte der Mannesjugend ist das Jugendzentrum Marienberg in Schönstatt.

## Geschichte
Pater Josef Kentenich versammelte als  Spiritual des Studienheims der Pallottiner ab 1912 eine Gruppe junger Internatsschüler um sich, mit denen er gemeinsam eine Marianische Kongregation gründete und am 18. Oktober 1914 das Liebesbündnis schloss, das als Entstehungspunkt der Schönstattbewegung gilt. Aus dieser Kongregation entwickelte sich anschließend die Schönstatt-Mannesjugend und sie erfuhr wie die anderen Gliederungen der Bewegung eine internationale Verbreitung.

## Deutschland
Die Mannesjugend in Deutschland besteht aus eigenständigen diözesanen Organisationen, die teilweise in weitere Unterabteilungen gegliedert sind. Jeweils mehrere Diözesen werden zu den Regios Mitte, Leuchtturm (Norddeutschland), Wegweiser (Neue Bundesländer), Bayern und Südwest zusammengefasst.
Im Jahr 2014 wurde die Schönstatt-Mannesjugend auf Bundesebene in den Bund der Deutschen Katholischen Jugend (BDKJ) aufgenommen, wo sie als Jugendverband ohne Stimmrecht geführt wird.
Inspiriert durch das im Vorfeld des Weltjugendtags 2005 in Schönstatt ausgerichtete Jugendfestival veranstaltet die Mannesjugend gemeinsam mit der Schönstatt MJF ein jährliches Jugendfest am Gründungsort, die Nacht des Heiligtums.